# Elvastadsloppet
Elvastadsloppet (nederländska: Elfstedentocht, frisiska: Alvestêdetocht) är ett 200 kilometer långt skridskolopp i norra Nederländerna som hålls de år när isen tillåter det, och körs på kanalerna och över sjöarna. Loppet hölls första gången 1909 och man har endast lyckats hålla loppet 15 gånger. Det går genom de elva orter i regionen Friesland som har stadsrättigheter, de så kallade "elva frisiska städerna". Starten går i Leeuwarden, Frieslands största stad, och fortsätter sedan söderut via Sneek, IJlst, Sloten till Stavoren där det vänder norrut via Hindeloopen, Workum, Bolsward, Harlingen, Franeker upp till Dokkum för att sedan vända söderut igen och ha målgången åter i Leeuwarden. Sträckan mellan Bartlehiem och Dokkum åks två gånger, en gång i vardera riktning. Damer deltar sedan 1985.

## Vinnare
Följande visar årtal, vinnare och tid.
- 1909  M.Hoekstra, 13.50
- 1912  C.C.J. de Koning, 11.40
- 1917  C.C.J. de Koning, 9.53
- 1929  K. Leemburg, 11.09
- 1933  A. de Vries & S. Castelein, 9.05
- 1940  A. Adema, D. van der Duim, C. Jongert, P. Keizer & S. Westra, 11.30
- 1941  A. Adema,  9.19
- 1942  S. de Groot, 8.44
- 1947  J. van der Hoorn,  10.51
- 1954  J. van der Berg, 7.35
- 1956  Ingen prisutdelning
- 1963  R.Paping, 10.59
- 1985  E. van Benthem, 6.47
- 1986  E. Van Benthem, 6.55
- 1997  H. Angenent, 6.49

## Historia
Ända sedan mitten av 1700-talet har folk gett sig på att åka loppet på skridskor, som något av ett mandomsprov. Bland de som försökte fanns en man vid namn Willem Mulier. Han kom på idén att organisera loppet i hopp om att det kunde bli ett årligen återkommande evenemang. Därför grundades föreningen De Friesche Elf Steden (Föreningen de elva frisiska städerna).

## Tävlingen
Loppet är indelat i två klasser: en för professionella och en för motionärer. Motionärsklassen har som maximalt 16000 startande. Båda klasserna har åldersgräns på 18 år.